# 池永清
池永 清（いけなが きよし、1966年 - ）は、カナダで活動する指圧師、カナダ指圧カレッジ創設者、カナダバンクーバー州指圧協会初代会長、国際指圧協会認可国際指圧講師。浪越徳治郎に師事。

## 来歴
- 1966年東京都生まれ。
- 1986年日本指圧専門学校卒業。
- 1996年カナダトロントに移住。その後バンクーバーに移る。
- 1998年カナダ指圧カレッジを設立。その後カナダバンクーバー州指圧協会を設立。

## ツボ指圧
経絡の理論と切り離して解剖生理学的にとらえたツボを施術する手技療法。

## 著書
Tsubo Shiatsu（Japan Shiatsu Inc.、2003年12月23日）

## 論文
- 指圧と海外普及
- 指圧師の「診・療」

## 参考資料
- 池永清, 2003年『Tsubo Shiatsu』